# Knut Cannelin
Knut Leopold Cannelin, född 7 augusti 1860 i Jakobstad, död 9 januari 1938 i Helsingfors, var en finländsk skolman och ordboksförfattare.
Cannelin blev filosofie doktor 1888. Han verkade som lektor i Joensuu 1889–1908 och i Helsingfors 1908–1930. Han förlänades professors titel 1930.
Cannelin utgav 1889 en finsk-svensk ordbok, som anslöt sig till hans på sin tid mycket använda Suomalainen lukemisto. Den utgjorde den första i en lång rad av såväl finsk-svenska som svensk-finska ordböcker, med vilkas utarbetning Cannelin var flitigt sysselsatt under närmare ett halvt sekel. Efter hans död fortsatte sonen Aulis Cannelin, som även var en framgångsrik tävlingsseglare, faderns lexikonutgivning. Även Knut Cannelins fader, Gustaf Cannelin, ägnade sig åt finska språkets lexikografi.